# 高向大足
高向 大足（たかむく の おおたり、生没年不詳）は、飛鳥時代から奈良時代にかけての貴族 。摂津大夫・高向麻呂の子。官位は従五位上・民部少輔。

## 経歴
文武朝の大宝2年（702年）越中国と越後国の国境を改めるために北陸地方に赴き、神済川（かんわたりかわ、現在の境川）をもって境界とし、国境鎮護の神を祀るべく越中国城山（現在の富山県下新川郡朝日町）に脇子八幡を祀ったという（脇子八幡宮社伝）。また、大宝3年（703年）には北陸道に巡察使として派遣されている（この時の位階は従七位上）。
その後、元明朝末の和銅7年（714年）春日倉老・息長臣足・大伴山守・大宅大国らとともに正六位下から二階昇進して従五位下に叙爵する。元正朝の霊亀2年（716年）下総守、養老4年（720年）民部少輔に任ぜられた。神亀元年（724年）聖武天皇の即位に伴う叙位で従五位上に昇叙している。

## 官歴
『続日本紀』による。
- 時期不詳：従七位上
- 大宝3年（703年） 正月2日：北陸道巡察使
- 時期不詳：正六位下
- 和銅7年（714年） 正月5日：従五位下
- 霊亀2年（716年） 4月27日：下総守
- 養老4年（720年） 10月9日：民部少輔
- 神亀元年（724年） 2月22日：従五位上

## 系譜
- 父：高向麻呂[1]
- 母：不詳
- 生母不詳の子女
  - 男子：高向諸足[1]
  - 男子：高向国人[1]
  - 男子：高向宿奈万呂[1]